# Dan Alexandru Grigorescu
Dan Alexandru Grigorescu (n. 4 iunie 1941, București) este un geolog și paleontolog român, profesor emerit la Facultatea de Geologie și Geofizică a Universității din București.

## Educație
A urmat Liceul Ioan Neculce din București, obținând diploma de Bacalaureat în anul 1957, apoi a absolvit Secția Geologie a Facultății de Geologie și Geografie a Universității din București în anul 1964.

A obținut titlul de Doctor în Geologie la Universitatea din București în anul 1971 cu teza intitulată „Studiul stratigrafic al Formațiunii Șisturilor negre între văile Covasna și Zăbrătău prin metoda microfacială”.

## Cariera universitară
- Preparator (1964-1966)
- Asistent universitar (1966-1971)
- Lector universitar (1971-1990)
- Conferențiar universitar (1990-1992)
- Profesor universitar (1992)
- Profesor emerit (2011)

Și-a desfășurat întreaga carieră didactică în cadrul Universității din București.
Titular al cursurilor de Paleontologia vertebratelor, Stratigrafie și Geologie istorică pentru studenții geologi; Paleontologie și Stratigrafie pentru studenții biologi.
A îndrumat numeroși studenți în elaborarea tezelor de licență, iar 12 studenți români și străini au obținut până în prezent titlul de doctor în Geologie sub coordonarea sa.
Profesor invitat: Punjab University, Chandigarh, India; Smithsonian Institution, Washington D.C., S.U.A.; Université de Montpellier, Montpellier, Franța; Bristol University, Bristol, Anglia; Graz University, Graz, Austria; Salzburg University, Salzburg, Austria.

## Cercetare științifică

### Domenii de cercetare
- Stratigrafia flișului carpatic [1] [2] [3];
- Stratigrafia și paleontologia vertebratelor din Sarmațianul Dobrogei de Sud [4] [5] [6] [7];
- Stratigrafia și paleontologia formațiunilor continentale cu dinozauri din Bazinul Hațeg [8] [9] [10] [11] [12] [13] [14] [15] [16] [17] [18] [19];
- Geoconservare [20] [21].

### Publicații științifice
A participat cu lucrări științifice la peste 40 de congrese și simpozioane geologice și paleontologice internaționale.

Autor, coautor a 161 lucrări publicate în reviste și periodice de specialitate din 18 țări: 108 lucrări publicate în extenso (63 ca unic sau prim autor); 53 rezumate și scurte lucrări (24 ca singur sau prim autor) publicate în volume ale unor simpozioane și congrese internaționale.

Autor, coautor a 18 cărți, manuale, caiete de lucrări practice, ghiduri de teren, dicționare.

Editor a 5 volume dedicate Programului Tempus în România.

### Alte activități
- Șef al Catedrei de Geologie-Paleontologie, Universitatea din București (1990-1996);
- Director al Oficiului Român Tempus pentru reforma Educației Superioare în România (1991-2000)[23] [24];
- Director al Agenției Naționale Socrates (2000-2003);
- Director al Geoparcului dinozaurilor Țara Hațegului (2005-2013).

## Premii și distincții
- Premiul "Grigore Cobălcescu" al Academiei Române pentru cercetare geologică (1992)[25];
- Chevalier des Palmes Académiques de France (1996)[26];
- Ordinul "Pentru Merit" în grad de Comandor (2000)[27];
- Președinte de onoare al Asociației Europene de Paleontologie a Vertebratelor[28] (2003-prezent);
- Doctor Honoris Causa al Universității din Petroșani (1998);
- Profesor Honoris Causa al Universității Transilvania din Brașov (2007)[29];
- Diploma de Onoare a Universității din Oradea (1997);
- Diploma de Onoare a Universității din București (2011);
- Profesor Emerit al Universității din București (2011)[30];
- Președinte de onoare al Geoparcului dinozaurilor Țara Hațegului (2014);
- Titlul de "Cetățean de Onoare al orașului Hațeg" (31.10.2016)[31].